# Кейнен Тауншип (округ Вейн, Пенсільванія)
Кейнен Тауншип (англ. Canaan Township) — селище (англ. township) в США, в окрузі Вейн штату Пенсільванія. Населення — 3610 осіб (2020).

## Демографія
Згідно з переписом 2010 року, у селищі мешкали 3963 особи в 359 домогосподарствах у складі 267 родин. Було 420 помешкань
Расовий склад населення:
| - 60,3 % — білих - 29,4 % — чорних або афроамериканців - 1,1 % — корінних американців - 0,6 % — азіатів - 6,8 % — осіб інших рас |

До двох чи більше рас належало 1,8 %. Частка іспаномовних становила 13,6 % від усіх жителів.
За віковим діапазоном населення розподілялося таким чином: 4,3 % — особи молодші 18 років, 89,0 % — особи у віці 18—64 років, 6,7 % — особи у віці 65 років та старші. Медіана віку мешканця становила 40,1 року. На 100 осіб жіночої статі у селищі припадало 748,6 чоловіків;  на 100 жінок у віці від 18 років та старших — 903,2 чоловіків також старших 18 років.
Середній дохід на одне домашнє господарство  становив 54 131 долар США (медіана — 48 958), а середній дохід на одну сім'ю — 62 994 долари (медіана — 55 521). Медіана доходів становила 31 597 доларів для чоловіків та 31 277 доларів для жінок. За межею бідності перебувало 12,1 % осіб, у тому числі 15,3 % дітей у віці до 18 років та 2,3 % осіб у віці 65 років та старших.
Цивільне працевлаштоване населення становило 443 особи. Основні галузі зайнятості: роздрібна торгівля — 21,2 %, освіта, охорона здоров'я та соціальна допомога — 19,6 %, оптова торгівля — 17,2 %.